# Karin Baal

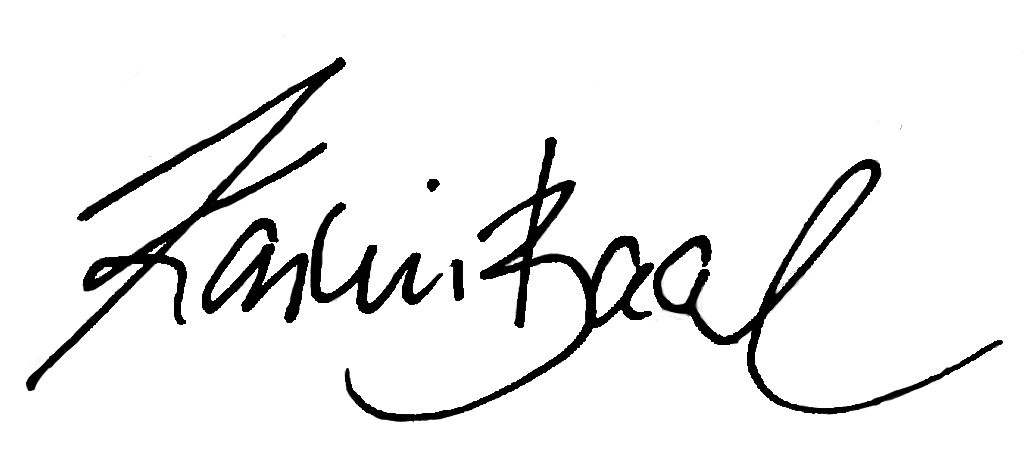
Autogramm Karin Baal

Karin Baal (* 19. September 1940 als Karin Blauermel in Berlin; † 26. November 2024 ebenda) war eine deutsche Theater-, Film- und Fernsehschauspielerin.

## Leben und Karriere
Karin Baal wuchs zusammen mit einem Bruder ohne Vater in sozial schwierigen Verhältnissen auf. Die Mutter arbeitete als Schneiderin und Fabrikarbeiterin, so dass die Kinder von der Großmutter betreut wurden, die in der Triftstraße im Berliner Bezirk Wedding wohnte. Nach der Realschule begann Baal mit 16 Jahren eine Ausbildung als Modezeichnerin.
1956 erfuhr sie davon, dass für den Film Die Halbstarken eine junge Schauspielerin, „ein Typ wie Marina Vlady“ gesucht wurde, die das verkörpern sollte, was damals als Zeitgeist galt. Ohne Schauspielausbildung erhielt Baal unter 700 Bewerberinnen die Hauptrolle und einen dreijährigen Ausbildungsvertrag. Brigitte Grothum synchronisierte Baal in diesem Film, da die zuvor noch nie vor einer Kamera gestanden hatte und auch sonst über keinerlei schauspielerische Erfahrung verfügte. Fortan war sie auf die Rolle der blonden Rebellin festgelegt. So spielte sie 1958 auch eine Nebenrolle in dem Film Das Mädchen Rosemarie, einer Verfilmung des Lebens von Rosemarie Nitribitt. Auch in anderen Filmen wurde sie vornehmlich in der Rolle der anrüchigen jugendlichen Verführerin besetzt.
1959 beendete Baal ihre Schauspielausbildung bei Luise Berger und Else Bongers. Ihr Debüt gab sie 1959 als Su Shu Chan in Günther Weisenborns 15 Schnüre Geld im Theater an der Brienner Straße in München. Ab dieser Zeit trat sie regelmäßig am Theater auf. Anschließend spielte sie in mehreren Edgar-Wallace-Filmen, wo sie die „verfolgte Unschuld“ darstellte. Später engagierte Rainer Werner Fassbinder sie für drei seiner Filme. 
Ab den 1970er Jahren spielte Baal wegen ausbleibender Filmangebote verstärkt im Fernsehen, meist in kleinen und mittleren Rollen. In Krimiserien wie Der Kommissar (1971), Sonderdezernat K1 (1974), Tatort (1979 und 1990), Derrick (1976, 1980, 1981 und 1984), Die Männer vom K3 (1987 und 1991), Ein Fall für zwei (1990 und 1995), Der Alte (1979 und 1990), Marleneken (1990), Doppelter Einsatz (1994), Rosa Roth (1995) und Polizeiruf 110 (1996) war sie zumeist in Nebenrollen zu sehen. Hauptrollen spielte sie in Wenn Engel reisen, einer 13-teiligen Fernsehserie (1993), und in der sechsteiligen Vorabendserie Ein Jahr ohne Sonntag (1970).
In Familienserien wie Liebling Kreuzberg (1985), Eine Klasse für sich (1984), Die Schwarzwaldklinik (1985), Ein Heim für Tiere (1986) und Praxis Bülowbogen (1990) wirkte sie ebenfalls regelmäßig mit. Weitere Rollen in Fernsehproduktionen hatte sie in Scheidung a la carte (1991), Cosima’s Lexikon (1992), Reisen mit der Bibel (1992), Ein starkes Team (1993), Schwarz greift ein (1993), 5 Stunden Angst – Geiselnahme im Kindergarten (1994), Rosa Roth – Verlorenes Leben (1995), Nackte Angst (1995), Schlosshotel Orth (1997), Tatort: Die Möwe (2000), Der Tunnel (2000), Die Gebrüder Sass (2001) sowie in dem zweiteiligen Film Für immer verloren (2003).
Höhepunkte ihrer Theaterarbeit waren die 1977 begonnene Tournee mit dem Theaterstück Die verlorene Ehre der Katharina Blum nach dem Roman von Heinrich Böll und die Tournee von 1986 mit den Theaterstücken Geschlossene Gesellschaft von Jean-Paul Sartre und Mord um Mitternacht von Francis Durbridge.
Im Juli 2018 erhielt Baal in Berlin den erstmals verliehenen und mit 10.000 Euro dotierten Götz-George-Preis für ihr Lebenswerk. Die Götz-George-Stiftung würdigte Baal als „großartige Schauspielerin und bewundernswerte Frau“. Sie öffne sich schonungslos und mit berührender Hingabe ihren Figuren und mache dadurch auch feinste Nuancen ihrer großen Gefühlsskala sichtbar, hieß es. Die Laudatio hielt Armin Rohde in Vertretung für Mario Adorf, der eine Videobotschaft sandte.

## Privates
Karin Baal heiratete 1960 ihren Freund aus der Jugendzeit und Filmpartner aus Die Halbstarken, Karlheinz Gaffkus, mit dem sie einen Sohn bekam. Bereits nach zwei Jahren ließ sich das Paar scheiden und Baal ging 1962 mit dem Schauspieler Helmuth Lohner eine zweite Ehe ein. 1967 kam ihre Tochter Therese Lohner zur Welt, die ebenfalls Schauspielerin wurde. Das Familienleben spielte sich größtenteils in der Schweiz ab. 1977 scheiterte auch diese Ehe. 
Ihr dritter Ehemann, der Schauspieler Volker Eckstein, starb 1993 an Krebs. Sein Tod stürzte Baal für sieben Jahre in eine schwere Krise, Alkoholprobleme ließen ihre Karriere einbrechen. 2006 hatte sie ihr Bühnencomeback in der Düsseldorfer Komödie mit dem Stück 8 Frauen. Zur selben Zeit wurde sie mit einer Matinée im Filmmuseum Düsseldorf geehrt. Von 2000 bis 2004 war sie mit Cevdet Çelik verheiratet.
Im Oktober 2012 stellte Baal im Berliner Wintergarten ihre Memoiren vor, die unter dem Titel Ungezähmt – Mein Leben vom Münchner Südwest-Verlag herausgegeben wurden. Sie starb im November 2024 in Berlin im Alter von 84 Jahren.

## Filmografie

### Spielfilme
- 1956: Die Halbstarken
- 1957: Der müde Theodor
- 1957: Jede Nacht in einem anderen Bett
- 1957: Das Herz von St. Pauli
- 1958: Das Mädchen Rosemarie
- 1958: Der eiserne Gustav
- 1959: So angelt man keinen Mann
- 1959: Bobby Dodd greift ein
- 1959: Jons und Erdme
- 1959: Arzt ohne Gewissen
- 1960: Der Jugendrichter
- 1960: Wir Kellerkinder
- 1960: Juke Box – Urli d’amore
- 1960: Die junge Sünderin
- 1961: Und sowas nennt sich Leben
- 1961: Die toten Augen von London
- 1961: Vertauschtes Leben
- 1961: Blond muß man sein auf Capri
- 1961: Das letzte Kapitel
- 1962: So toll wie anno dazumal
- 1962: Zwischen Schanghai und St. Pauli
- 1962: Straße der Verheißung
- 1964: Mord am Canale Grande (Agent spécial à Venise)
- 1966: Ganovenehre
- 1967: Der Hund von Blackwood Castle
- 1968: Hannibal Brooks
- 1972: Das Geheimnis der grünen Stecknadel (Cosa avete fatto a Solange?)
- 1977: Gefundenes Fressen
- 1981: Lili Marleen
- 1981: Engel aus Eisen
- 1981: Desperado City
- 1981: Lola
- 1982: Deadly Game
- 1982: Der Mann auf der Mauer
- 1983: Liebe ist kein Argument
- 1984: Tausend Augen
- 1986: Rosa Luxemburg
- 1988: Der Passagier – Welcome to Germany
- 1988: Dann ist nichts mehr wie vorher
- 1989: Der Teufel und seine zwei Töchter (Blancaflor, la hija del diablo)
- 1990: Der neue Mann
- 1991: Im Kreise der Lieben
- 1992: Cosimas Lexikon
- 2001: Sass
- 2002: Kehrwoche (Kurzfilm)
- 2004: Vinzent
- 2004: Das Kuckucksei
- 2005: Sieben Tage Sonntag

### Fernsehen
- 1960: Es geschah an der Grenze (Serie, Folge Das Boot im Schilf)
- 1962: Film an Bord
- 1963: Karibisches Vergnügen
- 1963: Der Privatsekretär
- 1964: Spätsommer
- 1964: Gewagtes Spiel (Serie, Folge Der Fall Künitzer)
- 1964: Das Blaue vom Himmel
- 1965: Michael Kramer
- 1965: Schloßpension Fürstenhorst
- 1966: Der Mann aus Brooklyn
- 1966: Ein Mädchen von heute
- 1966: Herr Puntila und sein Knecht Matti
- 1966: Gespenster
- 1968: Tragödie auf der Jagd
- 1969: Ein Jahr ohne Sonntag (Serie, 13 Folgen)
- 1971: Der Kommissar (Serie, Folge Die Anhalterin)
- 1972: Das System Fabrizzi
- 1973: Ein für allemal
- 1974: Haus ohne Hüter
- 1974: Sonderdezernat K1 (Serie, Folge Hafenhyänen)
- 1975: Haus ohne Hüter
- 1975: Der Kommissar (Serie, Folge Fährt der Zug nach Italien?)
- 1976: Erikas Leidenschaften
- 1976–1984: Derrick (Serie, vier Folgen)
- 1977: Haus der Frauen
- 1977: Sonderdezernat K1 (Serie, Folge Der Stumme)
- 1979: Wo die Liebe hinfällt
- 1979: Drei Freundinnen
- 1979: Desperado
- 1979: Wunder einer Nacht
- 1979: Der Alte (Serie, Folge Illusionen über einen Mord)
- 1980: Der Alte (Serie, Folge Das letzte Wort hat die Tote)
- 1980: Berlin Alexanderplatz (Serie, zwei Folgen)
- 1980: Die Weber
- 1980: Sternensommer (Serie, fünf Folgen)
- 1980: Tatort – Hände hoch, Herr Trimmel (Reihe)
- 1981: St. Pauli-Landungsbrücken (Serie, Folge Acht Tage Urlaub)
- 1983: Liebe ist kein Argument
- 1983: Das Traumschiff: Amazonas
- 1984: Blaubart
- 1984: Der letzte Zivilist (Zweiteiler)
- 1984: Tod eines Schaustellers
- 1984: Die Abschiebung
- 1984: Eine Klasse für sich
- 1984: Die Krimistunde (Serie, Folge Lebendig begraben)
- 1984–1985: Eine Klasse für sich (Serie, acht Folgen)
- 1985: Der Galaxenbauer
- 1985: Alte Gauner (Serie, Folge Urlaubsgeld)
- 1985: Schöne Ferien – Urlaubsgeschichten aus Portugal (Fernsehreihe)
- 1985: Der Alte (Serie, Folge Hals über Kopf)
- 1986: … ist nichts mehr wie vorher
- 1986: Ein Heim für Tiere (Serie, Folge Esel Egon)
- 1986: Die Schwarzwaldklinik (Serie, Folge Das Findelkind)
- 1986: Liebling Kreuzberg (Serie, Folge Der neue Mann)
- 1986: Die Fräulein von damals
- 1988: Die Männer vom K3 (Serie, Folge Spiel über zwei Banden)
- 1989: Mit Leib und Seele (Serie, Folge Die traurige Witwe)
- 1989: Der letzte Gast
- 1990: Marleneken (Zweiteiler)
- 1990: Der Alte (Serie, Folge Ende mit Schrecken)
- 1990: Tatort – Tod einer Ärztin
- 1991: Tatort – Tödliche Vergangenheit
- 1991: Ein Fall für zwei (Serie, Folge Schleuderkurs)
- 1991: Die Männer vom K3 (Serie, Folge Auge um Auge)
- 1991: Praxis Bülowbogen (Serie, Folge Schwindel)
- 1993: Wenn Engel reisen (Serie)
- 1994: Ein starkes Team (Serie, Folge Gemischtes Doppel)
- 1995: Schwarz greift ein (Serie, Folge Die Versuchung)
- 1995: Zu treuen Händen
- 1996: 5 Stunden Angst – Geiselnahme im Kindergarten
- 1996: Rosa Roth (Serie, Folge Verlorenes Lebeng)
- 1996: Ein Fall für zwei (Serie, Folge Ausweg Mord)
- 1997: Polizeiruf 110 – Der Fremde
- 1998: Alice auf der Flucht (Serie, drei Folgen)
- 2000: Tatort – Die Möwe
- 2001: Der Tunnel
- 2002: Betty – Schön wie der Tod
- 2002: Bloch – Schwarzer Staub
- 2003: Für immer verloren
- 2004: Fliege hat Angst
- 2004: Tatort – Gefährliches Schweigen
- 2005: Irren ist sexy
- 2006: Polizeiruf 110 – Die Lettin und ihr Lover
- 2006: Blackout – Die Erinnerung ist tödlich
- 2006: Polizeiruf 110 – Die Mutter von Monte Carlo
- 2007: Hurenkinder
- 2009: SOKO Köln (Serie, Folge Tod dem Tyrannen)
- 2009: Pfarrer Braun – Im Namen von Rose
- 2011: Vergiss nie, dass ich dich liebe

## Theater
- 1959: 15 Schnüre Geld
- 1977: Die verlorene Ehre der Katharina Blum, Theater-Tournee
- 1981/82: Der Weibsteufel nach Karl Schönherr
- 1982: Über die Dörfer, Salzburger Festspiele
- 2006: 8 Frauen, Komödie Düsseldorf

## Hörspiele
- 1965: Robert Neumann: Eine Dame, 1914 – Regie: Sam Besekow
- 1970: Günter Herburger: Das Geschäft – Regie: Friedhelm Ortmann
- 1975: Robert Patrick: Kennedys Kinder – Regie: Christian Jauslin
- 1985: Tom Blaffert, Georg Berres: Offermanns Brief – Regie: Harald Koerner
- 1985: Karl Otto Mühl: Am Abend kommt Crispin – Regie: Norbert Schaeffer
- 1987: Helga M. Novak: Hörspiele für Kinder von acht bis achtzig: Troll-Kata und das vergessene Datum – Regie: Ursula Langrock
- 1990: Gerd Fuchs: Schinderhannes – Regie: Hartmut Kirste
- 2000: Dan Kavanagh: Duffy (1. Teil: Fertigsuppe: Geschmacksrichtung Ochsenschwanz) – Bearbeitung und Regie: Leonhard Koppelmann

## Auszeichnungen
- 1961: Bambi in der Kategorie „Beste Nachwuchsschauspielerin“
- 1961: Preis der deutschen Filmkritik (Beste Nachwuchsschauspielerin)
- 1966: Goldene Kamera für ihre Darstellung in Ein Mädchen von heute
- 1968: Preis der deutschen Schallplatte für Polly in Die Dreigroschenoper
- 1982: Iffland-Taler des Berliner Theaterclubs
- 2018: Götz-George-Preis

## Veröffentlichung
- Karin Baal: Ungezähmt. Mein Leben. Südwest, München 2012, ISBN 978-3-517-08722-1.